# Janne Nerman
Johan "Janne" Emanuel Nerman, född 26 mars 1844 i Västerlösa socken, död 26 april 1920 i Stockholm, var en svensk bokhandlare. Han var far till Ture, Einar och Birger Nerman.

## Biografi
Janne Nerman var son till komministern Carl Anders Nerman. Släkten Nerman härstammar från Vimmerby. Efter att ha avslutat sin utbildning till bokhandlare anställdes han 1869 hos bokhandlaren Hjalmar Petersson i Karlstad och var verksam där till 1880, då han övertog en bokhandelsfirma i Västervik. Han antogs samma år till Svenska bokförläggareföreningens kommissionär men avsade sig kommissionärskapet redan 1881, då han flyttade till Norrköping och där tillsammans med yngre brodern Wilhelm öppnade han bokhandeln J. & W. Nermans bokhandel. Samma år antogs bröderna som kommissionärer. Brodern utträdde ur firman. Janne Nerman drog sig 1906 tillbaka från affären. Han är begravd på Norra begravningsplatsen utanför Stockholm.